# Alto Alegre dos Parecis
Alto Alegre dos Parecis is een gemeente in de Braziliaanse deelstaat Rondônia. De gemeente telt 11.875 inwoners (schatting 2009).

## Aangrenzende gemeenten
De gemeente grenst aan Alta Floresta d'Oeste, Parecis, Pimenteiras do Oeste en Santa Luzia d'Oeste.

### Landsgrens
En met als landsgrens aan de gemeente Baures in de provincie Iténez in het departement Beni met het buurland Bolivia.